# Lalaloopsy Babies: First Steps!
Lalaloopsy Babies: Primeros pasos (Lalaloopsy Babies: First Steps originalmente) es la cuarta y última película estadounidense infantil que es parte de la serie Lalaloopsy estrenada el 14 de octubre de 2014 por la compañía de juguetes MGA Entertaimment en el canal Nick Jr..

## Sinopsis/Argumento/Trama
Las “Lalas” descubren un álbum de fotos que les recuerda su infancia y el momento que salieron del hospital, conocieron a sus mascotas y dieron los primeros pasos para convertirse en los personajes de “Lalaloopsy” que son en la actualidad.

## Emisión
| Título                            | Fecha de estreno       | País/Región   | Cadena                                                 | Canal de la cadena |
| --------------------------------- | ---------------------- | ------------- | ------------------------------------------------------ | ------------------ |
| Lalaloopsy Babies: First Steps    | 14 de octubre de 2014  | EUA           | Nickelodeon                                            | Nick Jr.           |
| Lalaloopsy Babies: Primeros pasos | 1 de noviembre de 2014 | Latinoamérica | Discovery Networks/Discovery Communications, Inc, LLC. | Discovery Kids     |